# 马甲竹
马甲竹（学名：Bambusa tulda）为禾本科簕竹属下的一个种。

## 扩展阅读
- 維基物種上的相關：马甲竹